# Австралийский институт космических исследований
Австралийский институт космических исследований (англ. Australian Space Research Institute, сокр. ASRI) — появился в начале 1990-х годов в результате слияния Группы разработки средств запуска (AUSROC) из Университета Монаша в Мельбурне и Австралийской космической инженерно-исследовательской ассоциации (ASERA).
Институт является некоммерческой организацией, деятельность которой полностью осуществляется волонтёрами. Большинство работ в ASRI производится совместно с такими австралийскими университетами, как Королевский мельбурнский технологический институт, Квинслендский технологический университет и Сиднейский технологический университет. На 2006 год ASRI разрабатывает концепцию для будущего австралийского космического общества, включая промышленность.
В отличие от космических агентств более промышленно развитых стран, ASRI напрямую не получает какого-либо государственного финансирования, так как австралийское правительство посчитало, что нет стратегических, экономических или социальных причин для обретения самостоятельности в космосе, и его официальная космическая политика является клиентской и потребительской, а не развивающей (или продвигающей технологии), целью является обретение безопасного и экономичного доступа австралийских пользователей к космическим продуктам и услугам разрабатываемым на глобальном рынке.
ASRI создано для предоставления возможностей ориентированных на космос промышленных и технологических разработок для австралийского технического сообщества.